# Casa de vecindad de Scultetus
Casa de Scultetus (Scholza), casa de vecindad histórica en la calle Najświętrzej Marii Panny en Legnica (Polonia), cerca del centro comercial Galería Piastów. 
Se trata de un edificio renacentista construido a principios del siglo XV, en el que destaca la decoración esgrafiada en dos bandas de la fachada, datada en 1611. El esgrafiado presenta elementos geométricos, arquitectónicos y también personificaciones de las siete artes liberales: Gramática, Dialéctica, Retórica, Música, Aritmética, Astronomía y Geometría. El autor de la decoración fue el maestro Giovanni junto con su aprendiz. Ambos se encuentran retratados en el programa decorativo del esgrafiado. La obra fue cubierta con yeso a finales del siglo XIX. En 1972, se eliminó el reboco durante los trabajos de restauración. Originalmente, todo el edificio estaba decorado con esgrafiados, si bien, en la actualidad solo se conserva la parte superior de la fachada. Entre 2005-2006 el edificio fue renovado con la participación financiera de la Fundación de Erika Simon.   
El dueño del edificio fue Johann Scultetus (Hans Scholz), humanista de Legnica, desde 1611 rector de la escuela de la Iglesia de los Santos Pedro y Pablo. Actualmente, la casa de vecindad es la sede del Centro Deportivo y Recreativo y de la Oficina Municipal de Información Turística. 